# Eduardo Vilarete
Eduardo Emilio Vilarete Fernández (Santa Marta, 20 giugno 1953) è un ex calciatore colombiano, di ruolo attaccante.

## Biografia
Nacque a El Ancón, quartiere di Santa Marta; una volta che il quartiere fu demolito, Vilarete si trasferì a Pescaíto. Dopo tre matrimoni terminati in altrettante separazioni si è sposato con Lucy Salas, psicologa, nei primi anni 2000.

## Caratteristiche tecniche
Giocava come centravanti. Abile nel colpo di testa e forte fisicamente, era anche dotato di una discreta tecnica. Era particolarmente efficace nel finalizzare le azioni, tanto che segnò oltre 160 reti in carriera.

## Carriera

### Club
Vilarete debuttò in massima serie colombiana nel corso del campionato 1974: giocò la sua prima stagione con l'Atlético Bucaramanga. Nel torneo successivo si mise in evidenza, segnando 19 gol in 26 partite. Passato all'Unión Magdalena, vi trascorse la prima parte dell'anno 1976: concluse la stagione all'Atlético Nacional di Medellín. Tornato all'Atlético Bucaramanga, disputò altri due campionati (1977 e 1978), venendo nuovamente acquistato dall'Atlético Nacional nel 1979. Nel campionato 1980 segnò 24 reti, suo massimo risultato in una singola stagione, in 43 presenze. Nel 1982 Vilarete fu ceduto dall'Atlético Nacional al Deportivo Pereira per l'elevata cifra di 13 milioni di pesos. Nel Pereira giocò il campionato 1982, concluso con 14 reti in 32 presenze. Venne poi acquistato dal Deportes Tolima e, in seguito, dall'Unión Magdalena, con cui rimase fino all'inizio del 1985: in quell'anno ebbe la sua prima esperienza in un campionato estero. Fu infatti acquistato dal Deportivo Quito: il suo rendimento fu positivo, e al termine della stagione contò 18 gol, che gli dettero il 4º posto in classifica marcatori. Nel 1986 giocò per la LDU di Quito, e nel 1987 fece ritorno in patria, firmando per il Deportes Tolima. Nel 1989 chiuse la carriera, dopo 4 partite e 1 gol con l'Atlético Bucaramanga.

### Nazionale
Debuttò in Nazionale maggiore il 15 ottobre 1976, nell'incontro con l'Uruguay. Fu convocato per la Coppa America 1979, ma non fu mai impiegato. Giocò la sua ultima partita in Nazionale il 28 febbraio 1985 contro il Paraguay. Ha segnato 7 gol in 21 presenze in Nazionale; è al 15º posto assoluto tra i migliori marcatori della Nazionale colombiana.

## Palmarès

### Club

#### Competizioni nazionali
- Campionato colombiano: 2

Atlético Nacional: 1976, 1981